# خبز ملوح
خبز الملوح أو خبز الملاويح أو الرشوش هو أحد أنواع الخبز اليمني التقليدي، يُخبز في التنور التقليدي بالحطب أو الغاز في المطبخ اليمني. يؤكل خبز الملوح في الإفطار مع السمن والعسل ومع المأكولات الشعبية.